# 上田地域

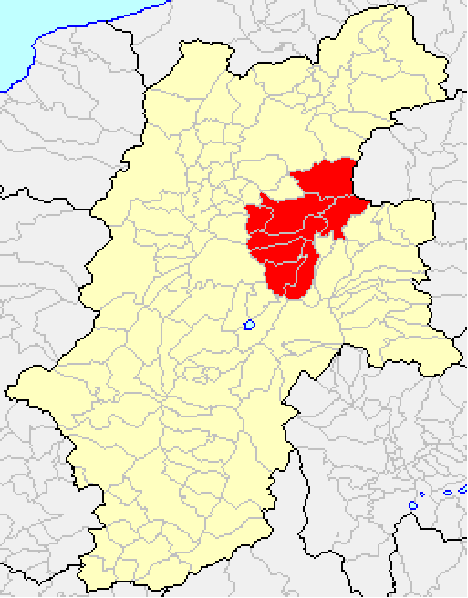
赤色が上田地域

上田地域（うえだちいき）は、長野県東信地方の上田市を中心とした地域を指す名称で、県を10地域に、あるいは東信地方を2地域に分けるときに用いられる。上小地域（じょうしょうちいき）と同じ。

## 概要
上田市、東御市と小県郡2町村の区域を指す。明治期までの小県郡の範囲とおおむね同じだが、北佐久郡北御牧村だった東御市北御牧地区も現在は上田地域に入る。人口は191,050人（2021年4月1日現在）。歴史的には上田と小県の頭文字を並べた上小地方という呼び名がよく使われ、現在も多くの機関や企業の名称に使われているが、市町村合併などを経て、上田地域という名称も使われるようになった。長野県は2017年4月に組織改編に合わせて、上小地方事務所を上田地域振興局に改称するなど、上田地域という呼び名に切り替えている。
地理的には上田盆地や塩田平、菅平や御牧ヶ原などの高原、その他の山地などで構成され、長野県内では雨や雪が少なく日照時間の長い気候の穏やかな地域とされる。真田氏が本拠を置くなど歴史的にも著名な地域である。近現代は養蚕や紡績をルーツとする電気機械、輸送用機械製造や、観光リゾート関連産業、高原野菜などの農業が盛んで、近年は気候を生かしたブドウ栽培とワイン製造も伸びている。
交通は、鉄道は北陸新幹線、しなの鉄道線、上田電鉄別所線が通り、新幹線駅である上田駅が中心駅となる。道路は上信越自動車道、国道18号などが東西に横断し、その他の国道や主要地方道、県道が地域の内外を結ぶ。上田市の旧丸子町地域に存在する国道254号三才山トンネル有料道路は東信地方と中信地方を結ぶ交通の動脈である。三才山トンネルが開通する以前は青木村の国道143号青木峠がその役割を担っていた。
上田市中心部が長野地域である坂城町に、北部の旧真田町地域が長野市に接している一方で、長和町の旧和田村地域などは諏訪市や下諏訪町と接している。
代表的な観光地に菅平高原や霧ヶ峰高原、上田城、別所温泉などがある。
上田地域広域連合に長野地域の坂城町が加盟し、上田地域定住自立圏構想に佐久地域の立科町と群馬県嬬恋村が参加するなど、本来の地域を越えた自治体も加わって上田地域としているものもある。

## 該当市町村
- 上田市
- 東御市
- 小県郡
  - 長和町
  - 青木村

## 所在地
- 上田地域振興局 - 上田市材木町1丁目2番6号（〒386-8555）